# 아키즈키 소라타
아키즈키 소라타 (あきづき 空太)（あきづき そらた、3월 21일 - ）는 일본의 여성 만화가이며, 혈액형은 AB형이다. 아이치현 출신이다.